# Léon Arvel
Léon Adler dit Léon Arvel, né le 29 avril 1873 dans le 4e arrondissement de Paris, ville où il est mort le 26 juin 1956 dans le 2e arrondissement, est un acteur français.

## Filmographie
- 1909 : La Tragédie de Belgrade
- 1914 : Le Nid de Léon Poirier
- 1927 : Fleur d'amour de Marcel Vandal
- 1929 : Les Nouveaux Messieurs de Jacques Feyder
- 1930 : David Golder de Julien Duvivier : Le docteur
- 1931 : Circulez ! de Jean de Limur
- 1932 : Criminel de Jack Forrester
- 1932 : Amour... amour... de Robert Bibal
- 1933 : La Fusée de Jacques Natanson : Un actionnaire
- 1934 : La Flambée de Jean de Marguenat : Le juge
- 1934 : L'Homme à l'oreille cassée de Robert Boudrioz
- 1934 : Itto de Jean Benoît-Lévy et Marie Epstein
- 1934 : Le Prince Jean de Jean de Marguenat : Le baron Denis
- 1934 : Liliom de Fritz Lang : L'employé du commissariat
- 1934 : Nous ne sommes plus des enfants d'Augusto Genina : Monsieur Servin
- 1934 : Le Paquebot Tenacity de Julien Duvivier : Le metteur en scène
- 1934 : Le Bonheur de Marcel L'Herbier : L'avocat général
- 1934 : L'Aventurier de Marcel L'Herbier : un passager dans le train
- 1935 : L'Équipage d'Anatole Litvak
- 1935 : Valse éternelle de Max Neufeld : Haslinger
- 1935 : Le Bébé de l'escadron de René Sti
- 1935 : Les Mystères de Paris de Félix Gandéra
- 1935 : Parlez-moi d'amour de René Guissart : Lebrèche
- 1935 : Un oiseau rare de Richard Pottier : Broux
- 1935 : Veille d'armes de Marcel L'Herbier
- 1935 : Les Yeux noirs de Victor Tourjansky : Le serveur du restaurant
- 1935 : Baccara d'Yves Mirande : Le juge d'instruction
- 1936 : Samson de Maurice Tourneur : Grünbaum
- 1936 : Mayerling d'Anatole Litvak
- 1936 : Avec le sourire de Maurice Tourneur : Templier
- 1936 : Blanchette de Pierre Caron : Barbaroux
- 1936 : Mister Flow de Robert Siodmak : Le président
- 1936 : Moutonnet de René Sti
- 1936 : La Peur de Victor Tourjansky : Le procureur général
- 1936 : Une gueule en or de Pierre Colombier
- 1936 : Un mauvais garçon de Jean Boyer : Le juge d'instruction
- 1937 : L'Homme du jour de Julien Duvivier
- 1937 : L'Habit vert de Roger Richebé : Mourier
- 1937 : La Chanson du souvenir de Douglas Sirk et Serge de Poligny : Le médecin
- 1937 : Sœurs d'armes de Léon Poirier
- 1937 : Yoshiwara de Max Ophüls : Un domestique
- 1938 : Orage de Marc Allégret : Le directeur du cercle
- 1938 : Abus de confiance d'Henri Decoin
- 1938 : Conflit de Léonide Moguy : L'avocat
- 1938 : Les Nouveaux Riches d'André Berthomieu
- 1938 : Un fichu métier de Pierre-Jean Ducis : Le banquier
- 1939 : Entente cordiale de Marcel L'Herbier : Sir Arthur
- 1939 : Pièges de Robert Siodmak : Le greffier
- 1940 : Paris-New York d'Yves Mirande
- 1947 : La Kermesse rouge de Paul Mesnier : Monsieur Bonnardet
- 1948 : Après l'amour de Maurice Tourneur : Le médecin
- 1948 : La Dame d'onze heures de Jean Devaivre
- 1948 : Aux yeux du souvenir de Jean Delannoy : Le médecin
- 1951 : Journal d'un curé de campagne de Robert Bresson : Fabregard
- 1952 : Agence matrimoniale, de Jean-Paul Le Chanois : Le notaire
- 1954 : Papa, maman, la bonne et moi de Jean-Paul Le Chanois : Un parent

## Théâtre
- 1904 : Le Bercail de Henry Bernstein, Théâtre du Gymnase
- 1905 : La Rafale de Henry Bernstein, Théâtre du Gymnase
- 1906 : Mademoiselle Josette, ma femme de Robert Charvay et Paul Gavault, Théâtre du Gymnase
- 1908 : L'Émigré de Paul Bourget, Théâtre de la Renaissance
- 1909 : L'Âne de Buridan de Gaston Arman de Caillavet et Robert de Flers, Théâtre du Gymnase
- 1909 : La Rampe d'André Pascal, Théâtre du Gymnase
- 1909 : Pierre et Thérèse de Marcel Prévost, Théâtre du Gymnase
- 1910 : La Fugitive d'André Picard, Comédie-Française
- 1913 : L'Exilée de Henry Kistemaeckers, Comédie des Champs-Élysées
- 1913 : La Gloire ambulancière de Tristan Bernard, Comédie des Champs-Élysées
- 1913 : Le Poulailler de Tristan Bernard, Comédie des Champs-Élysées
- 1913 : Les Femmes savantes de Molière, mise en scène Léon Poirier et Henri Beaulieu, Comédie des Champs-Élysées
- 1913 : Le Veau d'or de Lucien Gleize, mise en scène Henri Beaulieu, Comédie des Champs-Élysées
- 1914 : La Crise ministérielle de Tristan Bernard, Comédie des Champs-Élysées
- 1914 : La Victime de Fernand Vanderem et Franc-Nohain, Comédie des Champs-Élysées
- 1920 : Les Ratés de Henri-René Lenormand, mise en scène Georges Pitoëff, Théâtre Pitoëff puis Théâtre des Arts
- 1921 : Le Caducée d'André Pascal, Théâtre de la Renaissance, Théâtre du Gymnase
- 1921 : L'Autre Fils de Pierre Decourcelle, Théâtre des Arts
- 1922 : L'Avocat d'Eugène Brieux, Théâtre du Vaudeville
- 1922 : Les Ratés de Henri-René Lenormand, mise en scène Georges Pitoëff, Théâtre de la Renaissance
- 1924 : Le Tribun de Paul Bourget, Théâtre Édouard VII
- 1925 : Le Prince charmant de Tristan Bernard, Théâtre Michel
- 1925 : La Chapelle ardente de Gabriel Marcel, mise en scène Gaston Baty, Théâtre du Vieux-Colombier
- 1929 : La Rolls Royce de Mario Duliani et Jean Refroigney, mise en scène Harry Baur, théâtre des Mathurins
- 1933 : Le Bonheur d'Henry Bernstein, mise en scène de l'auteur, Théâtre du Gymnase
- 1939 : Mailloche de René Dorin, Théâtre de la Madeleine
- 1944 : Un ami viendra ce soir de Jacques Companeez et Yvan Noé, mise en scène Jean Wall, Théâtre de Paris